# N879 (België)
De N879 is een gewestweg in de Belgische provincie Luxemburg. Deze weg vormt de verbinding tussen Marbehan en Grandcourt nabij de Franse grens. De N879 sluit aan op de departementale weg D29 die ter hoogte van Grandcourt gedeeltelijk over Belgisch grondgebied loopt.
De totale lengte van de N879 bedraagt ongeveer 30 kilometer.
Oorspronkelijk had het gedeelte tussen Ethe (N82) en Grandcourt (D29) het wegnummer N885. Dit wegnummer is tegenwoordig ergens anders in de provincie Luxemburg in gebruik.

## Plaatsen langs de N879
- Marbehan
- Harinsart
- Ansart
- Tintigny
- Bellefontaine
- Étalle
- Ethe
- Gomery
- Ruette
- Grandcourt